# Jahrritt
Jahrritt oder Jahrritte ist ein historischer Begriff aus dem Volks- bzw. Aberglauben, der ein Fieber bezeichnet, das ein ganzes Jahr lang anhält. Dem Glauben nach war der Jahrritt ein Leiden, an dem ein Mensch durch einen Fluch oder eine Verwünschung erkranken konnte. Die tatsächliche Existenz der Krankheit ist nicht nachgewiesen, der Jahrritt ist lediglich durch aufgezeichnete Flüche und Aussprüche überliefert.
Historische Formeln und Sprüche, die den Jahrritt auslösen sollten oder diesen beschrieben, sind zum Beispiel:

„ich het darfür geschworen,
dasz mich die maur het lan;
der jarritt hat si zerprochen.“

„da hat man uns hart abgebleud.
darumb dasz wir euch brachten nit,
hat uns beschissen der jahrriedt.“

## Etymologie
Die Bezeichnung Jahrritt(e) verweist auf das althochdeutsche Wort rito bzw. dessen mittelhochdeutsche Entsprechung rite, welches so viel wie zittern oder schütteln bedeutete. Als Ritte bzw. Ritten wurde eine Fiebererkrankung mit einhergehendem Schüttelfrost bezeichnet.